# Мокрядинское городище
 Мокрядинское городище  — древнейшее городище Смоленщины. Использовалось населением днепро-двинских племён.

## Местоположение
Городище расположено в 2,5 км к юго-востоку от деревни Мокрядино Починковского района Смоленской области России, на правом берегу реки Сож. Название получено по близлежащей деревне. Местные жители называют это место «дальним городком». В 1,2 км от Мокрядинского городища находится древнее городище Тушемля («ближний городок»).

## Описание
Городище располагается на мысу коренного берега Сожа, образованного двумя небольшими оврагами, образуя узкое место — «стрелку». Длина площадки под городищем — более 60 м, ширина в средней части — 32—34 м. Высота площадки над уровнем поймы составляет в среднем 16 м. С напольной стороны городище защищено тремя валами и двумя рвами. После проведённых на Мокрядинском городище раскопок оказалось, что оно синхронично и аналогично по культуре нижним слоям Тушемлинского. Площадка городища в плане имеет форму вытянутого полуовала. Площадь городища составляет около 1500 м², что немного превышает размеры смоленских городищ, имеющих площадь около 1000 м². Ров, соответствующий второму валу, имеет в плане дугообразную форму и соединяет вершины оврагов, образовавших мыс.
Используя естественное обнажение на северной оконечности первого вала, исследователи пришли к выводу, что этот вал относится к последнему периоду жизни на Мокрядинском городище. В основании его лежит древний вал, насыпанный на древнюю (погребённую) почву, относящийся ко времени первого заселения. Он сложен из материкового материала, выброшенного из рва, жёлтой супеси и дерновин. Культурный слой в средней части городища имеет толщину 0,5—0,7 м. Около склонов его мощность достигает 1,2—1,5 м. В верхней части культурного слоя были найдены предметы, относящиеся к последнему этапу жизни на поселении — первым векам нашей эры. Раскопки проводились смоленским отрядом Верхнеднепровской экспедиции в течение трёх лет (1957, 1959, 1960) под руководством П. Н. Третьякова. В результате было вскрыто 230 м². В пределах раскопа обнаружены остатки оснований двух жилищ, руины глинобитной постройки с глиняными «жертвенниками», многочисленные ямы от столбов и следы оборонительной стены, окружавшей городок, по-видимому, со всех сторон.
На Мокрядинском городище между горизонтами культурного слоя наблюдается бесспорная преемственность, что означает непрерывность жизни на поселении, в отличие от соседнего Тушемлинского, где средний горизонт отделялся от нижнего, свидетельствуя о значительном перерыве в заселении городища Тушемля.

### «Жертвенники»
В нижней части культурного слоя были обнаружены остатки горизонтальной глиняной площадки, на которой находились два «жертвенника».
«Жертвенник» I представлял собой вид плоскодонного круглого блюда с вертикальными стенками высотой 0,1—0,12 м и диаметром 1 м. На дне «жертвенника»-блюда прослеживаются следы огня. Рядом обнаружены мелкие сильно пережжённые кости. Внутри жертвенника найдены кости мелкого рогатого скота, зуб бобра, зуб волка (?), обломок керамики.
В двух метрах от первого находился «жертвенник» II, который имел в плане подковообразную форму, обращённой открытой частью (концами подковы) к жертвеннику I. Поперечник «жертвенника» составлял 1 м. Внутри «жертвенника» II обнаружено пять ям диаметром 0,1 м, глубиной 0,15 м, четыре из которых являются столбовыми. Предполагается, что это сооружение первоначально представляло собой печь с куполом.
Подобные сооружения такого же временно́го периода известны в северо-западной части бывшего СССР, в бассейне реки Оки, в Верхнем Поволжье. Исследователи сомневаются в культовом предназначении этих сооружений. Близкой функциональной аналогией мокрядинским «жертвенникам» могут являться большие глиняные блюда с вертикальными бортиками, служившие для выпечки хлеба в виде лепёшек. Большие глиняные блюда известны во всех славянских землях. Форма, состав глины, пропорции, толщина бортиков почти не отличались от мокрядинских «жертвенников», которые были примазаны к основанию, а славянские «блюда» были переносимыми. Болгарское наименование переносимых «блюд» — «подница», то есть переносной под печи. Но полной уверенности, что «жертвенники» служили для выпечки хлеба, у исследователей тоже нет.
Как и на Тушемлинском городище, на Мокрядинском во время раскопок были найдены предметы эпохи неолита (или раннего металла): крупный кремневый наконечник копья или кинжала листовидной формы, диоритовый полированный клиновидный топорик и половинка сверленного топорика.